# Niebórz
Niebórz – osada w Polsce położona w województwie zachodniopomorskim, w powiecie świdwińskim, w gminie Rąbino. Miejscowość wchodzi w skład sołectwa Nielep.
W latach 1975–1998 miejscowość administracyjnie należała do województwa koszalińskiego.